# Elvira Notari
Maria Elvira Giuseppa Coda (conosciuta come "Elvira Notari"; Salerno, 10 febbraio 1875 – Cava de' Tirreni, 17 dicembre 1946) è stata una regista cinematografica italiana, la prima in assoluto in Italia e una delle prime della storia del cinema mondiale.
La rilevanza storica della sua figura è accostabile, per importanza, a quella di Alice Guy-Blaché. Fu la prima autrice cinematografica italiana oltre che la più prolifica, con una produzione che, tra il 1906 e il 1929, conta oltre 60 titoli di lungometraggi e centinaia tra cortometraggi e documentari, tutti usciti dalla sua casa di produzione cinematografica. La sua opera è considerata precorritrice del Neorealismo.

## Biografia
Figlia di Diego Coda e Agnese Vignes, nella nativa Salerno frequentò le Scuole normali (così com'erano chiamate, all'epoca, le scuole magistrali) e insegnò anche per qualche tempo dopo il diploma, prima di trasferirsi con la famiglia a Napoli nel 1902, dove cominciò a lavorare come modista, un mestiere che continuò a praticare per diletto anche durante la successiva attività di regista. A Napoli incontrò il fotografo Nicola Notari, ex pittore specializzato nella coloritura di pellicole fotografiche con aniline, che sposò il 25 agosto 1902, assumendone il cognome. I coniugi fondarono insieme la casa di produzione cinematografica Film Dora, con cui produssero documentari di attualità e cortometraggi. Più tardi, con il nuovo nome di Dora Film, la casa iniziò anche la produzione di lungometraggi, spesso tratti da Feuilleton e romanzi d'appendice di grande popolarità, da fatti realmente accaduti nella città partenopea, o da canzoni napoletane di successo.
La produzione avveniva con tecnica pionieristica: spesso i fotogrammi venivano colorati a mano, singolarmente, in un arcobaleno di sfumature, altre volte a macchina, con tinte uniformi, variabili da scena a scena in funzione dei sentimenti espressi, blu per la melanconia, rosso per la rabbia, ecc.; le immagini erano sincronizzate con musica e canto, interpretati dal vivo (ne nacque la tipologia contrattuale dei cantanti appresso), tanto da potersi parlare di una forma di spettacolo multimediale.
La Dora Film divenne una delle più importanti case di produzione del cinema italiano dell'epoca, anche se, osteggiata in patria, si vide negata una diffusione nazionale e dovette buona parte del proprio successo al mercato americano, dove i prodotti della Dora Film approdarono e iniziarono a essere distribuiti dagli anni venti. La Dora Film ebbe anche una sede a New York, nella popolosissima Mulberry Street, a Manhattan, diretta da Gennaro Capuano, dove i film avevano un notevole seguito presso la popolazione di origine italiana. Fu la sua opera cinematografica, ancor più delle significative grandi produzioni (come Quo vadis? e Gli ultimi giorni di Pompei), a concorrere a nutrire la sfera dell'immaginario collettivo degli emigranti, e a delineare una certa idea dell'Italia, alternativa a quella pubblica ufficiale. Notari e il marito realizzarono anche, a pagamento, dei documentari sui paesi d'origine commissionati da comunità italiane emigrate oltre-oceano.
Elvira esercitò l'attività di regista con precisione e rigore, scegliendo come set privilegiato delle sue storie la Napoli popolare e impegnando, nella recitazione e nella produzione, amici e familiari, tra cui il figlio Eduardo (lo scugnizzo Gennariello, nella finzione cinematografica, uno dei primi attori bambini del cinema italiano, che prese parte a tutti i suoi film), e qualche volta anche lei stessa, dando vita a personaggi tipici napoletani di indimenticabile impatto emotivo, offrendo eccellenti esempi di cinema denotati da una ineguagliata capacità nell'affrontare temi sociali [e distinguendosi] come regista di talento, a conferma dell'originalità del cinema di scuola napoletana.
Aprì anche una Scuola di arte cinematografica, dove insegnava una recitazione naturalistica, senza gli eccessi di pathos (mutuati da dive cinematografiche come Francesca Bertini e Lyda Borelli) che erano consoni al gusto del pubblico dell'epoca, e un metodo di esprimere le emozioni basato invece, più modernamente, sulla dimensione psicologica dei personaggi. Alcuni aneddoti sui suoi metodi per ottenere spontaneità nella recitazione richiamano e sembrano anticipare quelli che in seguito circoleranno sui mezzi usati da Vittorio De Sica nei confronti di Enzo Staiola in Ladri di biciclette.
Pionieristica era poi anche l'attività di marketing che precedeva e seguiva la produzione dei film: ella si assicurava in anticipo i diritti sulle canzoni da presentare al festival di Piedigrotta, a volte andando per intuito e fidandosi del solo titolo, senza nemmeno conoscerne ancora il soggetto da cui avrebbe poi tratto l'opera cinematografica. Tutto questo avveniva in un'epoca in cui, in Italia, la diffusione di dischi stentava ancora a decollare: questa collaborazione segnava un salto di qualità per le edizioni di musica e anticipava i fasti che l'industria discografica italiana avrebbe conosciuto solo a partire dagli anni trenta. Inoltre, nella fase di post-produzione, la Notari si occupava personalmente dei rapporti con la stampa, per pubblicità e recensioni sui giornali, e curava la realizzazione di locandine e programmi di sala.
Diresse più di sessanta film, di cui scriveva anche i soggetti e le sceneggiature, spesso ispirati a canzoni napoletane o a fatti tragici realmente accaduti a Napoli in quell'epoca. Il mondo ritratto nei suoi film era quello dei bassi napoletani, dei pescatori, dei guappi, degli scugnizzi, un mondo dove regnava la povertà, attraversato da un forte disagio sociale, sulle cui ingiustizie e drammi finiva sempre col trionfare l'amore. I suoi lavori erano realizzati facendo appello ai sentimenti e alle emozioni in modo tanto convincente che divenne proverbiale l'episodio di uno spettatore che in un cinema napoletano sparò alcuni colpi di pistola sullo schermo, per uccidere il "cattivo" di turno.

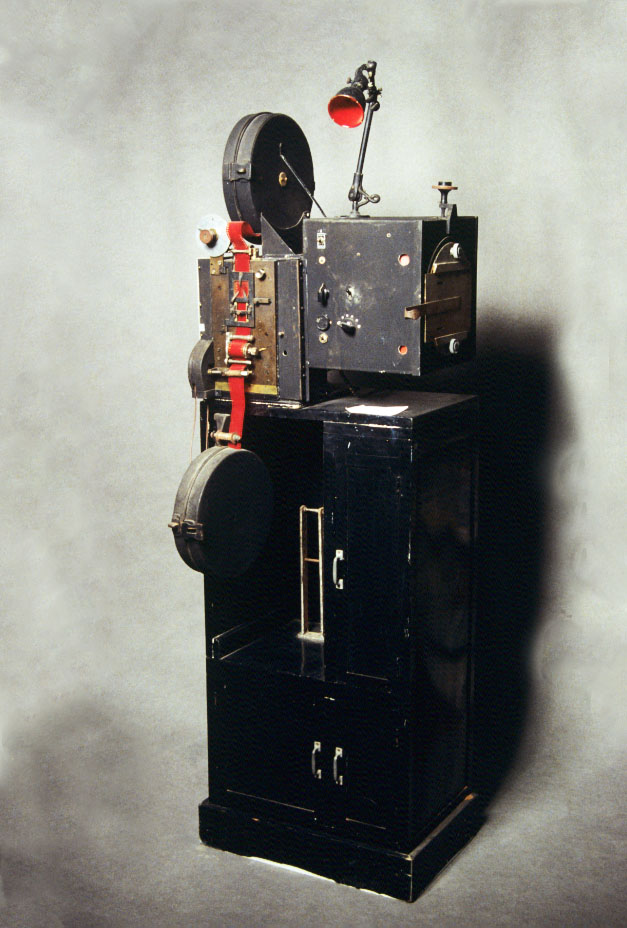
Macchina per titolazione e riprese cinematografiche in truka, appartenuta a Elvira Notari (ditta Rossi di Milano, circa 1915, forse unico esemplare esistente, nell'ex museo MICS di Roma)

Il successo commerciale dei suoi film fu enorme, anche oltreoceano. Ad esempio, il film 'Nfama, proiettato al cinema Vittoria di Napoli, in via Toledo, ebbe una tenitura di ben 32 giorni con circa 6.000 presenze. Il film 'A legge, del 1921, tratto da A San Francisco, atto teatrale unico di Salvatore di Giacomo, rimase in programmazione per 36 giorni: la folla di gente che si accalcò al cinema Vittoria costrinse gli organizzatori ad anticipare le proiezioni alle 10 del mattino.
Nonostante il grande successo di pubblico, il suo cinema si scontrò, tuttavia, con una combinazione di fattori fortemente avversi: le ambientazioni nei bassifondi e il modo di rappresentare la realtà la resero infatti invisa al nascente regime fascista. Le singolari figure delle sue eroine dei bassifondi sono protagoniste di opere di volta in volta viscerali e fortemente erotiche: folli, violente, insofferenti alle regole sociali a cui avrebbero dovuto conformarsi, i personaggi femminili dei suoi film si scontravano con una critica cinematografica improntata a una visione sessista e patriarcale della società, dominata da personalità maschili. Inoltre, l'interesse del fascismo allo strumento cinematografico portò a una centralizzazione della produzione a Roma che marginalizzò l'industria cinematografica meridionale e anche (seppur in minor misura) quella settentrionale. Infine, la domanda di kolossal e superproduzioni mise in ombra la narrazione realistica di storie tipiche dei film della Notari.
Molto spesso i suoi film incapparono anche negli strali della censura cinematografica: alcuni, infatti, furono considerati anti-nazionalisti e si videro negare la possibilità di essere esportati negli Stati Uniti, anche se a volte riuscirono a circolare clandestinamente nella comunità newyorkese degli immigrati di Little Italy.
Negli ultimi due anni della carriera, sotto l'influsso di prodotti del cinema statunitense, si cimentò nel realizzare due prodotti (Napoli terra d'amore, del 1928, e Napoli sirena della canzone del 1929) ambientati in una cornice sociale alto-borghese, alieni da ogni forma di moralismo e ricchi di innovazioni linguistiche.
La Dora Film chiuse tutte le sue attività di produzione nel 1930, a causa dell'impossibilità di sostenere i sempre più alti costi finanziari per la produzione di un film dovuti all'avvento del cinema sonoro. Fu per questo trasformata in una casa di distribuzione cinematografica. Il figlio della coppia, Eduardo Notari, tentò la fortuna in Inghilterra ma non riuscì ad avere successo e poco dopo tornò in Italia.
Nel 1930 si ritirò a Cava de' Tirreni, dove il marito e il figlio la raggiunsero durante la seconda guerra mondiale e dove poi morì a 71 anni.
Buona parte del materiale fotografico e cinematografico appartenuto alla regista è stato ceduto dagli eredi, nel 1998, al Museo internazionale del cinema e dello spettacolo (MICS) di Roma.

## Onorificenze
Dal 2021 il videocontest "La 48H" del MAC fest - Festival della Musica, dell'Arte e della Cultura di Cava de' Tirreni ha dedicato a "Elvira Coda" il 1º Premio al Miglior Cortometraggio, realizzato in sole quarantotto ore sul territorio metelliano e valutato da una giuria tecnica di esperti del settore. Nello stesso anno venne pubblicato un articolo dal titolo "Una regista esigente" sulla Rivista Macchiato edita dalla Macass APS, che spiega il motivo per cui la direzione artistica ha preferito mantenere il suo nome di battesimo: «Di Elvira vogliamo ricordare il suo cognome da nubile, perché fu il suo talento a renderla celebre e non la sua condizione di moglie di Nicola Notari, che fu comunque alleato di una produzione artistica senza precedenti».
Dal 2020 il Premio per il Miglior Cortometraggio del Festival "Salerno in CORTOcircuito" è intitolato a Elvira Notari.

## Celebrazioni
Elvira Coda è stata ricordata da numerose realtà associative, soprattutto a seguito della pubblicazione del volume di Patrizia Reso nel 2011. Nel 2014, Laceno d'Oro e Cactus Film Produzioni ospitarono una mostra di venti pannelli ricchi di immagini e di notizie storiche, un’installazione video composta da reperti, come l’intervista al regista Mario Franco, co-autore del libro “Il mare, la luna, i coltelli”(1988), e la trasmissione “Guagliò, ciak si gira!”.  
Si deve a Licio Esposito la cura per la memoria audiovisiva della regista, il recupero di materiali filmati, documenti, testimonianze, la realizzazione, insieme a Patrizia Reso, di una mostra permanente "La film di Elvira" presso la Mediateca "Marte" nel 2016 e la pubblicazione dell'omonimo volume, scritto con il prof. Paolo Speranza.  
Uno degli eventi più recenti, che risale al 2024, ha visto la proiezione di "È piccerella" (1922), "‘A santanotte" (1922) e "Fantasia ‘e surdato" (1927), in collaborazione con l’attrice Nadia D’Amico, la ceramista Amanda Di Santo, Service Left & Right, Rivista Quaderni di Cinema Sud e Associazione culturale A luna & o sole. Con "Elvira Coda: la signora del cinema", il MAC fest ha voluto ricordare il contributo cinematografico della regista precorritrice del neorealismo. Il talk ha visto la partecipazione di Paolo Speranza, Alfonso Amendola, Lucia Di Girolamo e Mariangela Fornaro. 
Nel febbraio 2025, Macass APS, Linea d'Ombra Festival e Comune di Cava de' Tirreni hanno realizzato l'evento dal titolo "150 Elvira Coda Notari", in collaborazione con il Centro Sperimentale di Cinematografia, la Cineteca di Bologna ("Fondo Martinelli"), la Film Commission Campania, il Festival Salerno Letteratura e l'ANPI Provincia di Salerno, con il patrocinio del Parlamento europeo e di UCCA. Un'intera giornata dedicata alla regista con mostra fotografica, talk (ospiti Giuliana Bruno, autrice di "Rovine con vista", Sara Matetich e Francesca Amitrano), presentazione letteraria (ospiti Flavia Amabile ed Emanuele Coen, autori dei romanzi "Elvira" e "La figlia del Vesuvio") e le proiezioni dei corti vincitori de "La 48H" (MAC fest) e di "È Piccerella" (1922) con la sonorizzazione dal vivo a cura del duo Made in Swing. 

## Filmografia parziale
- Gli arrivederci (1906)
- L'accalappiacani (1909)
- Il processo Cuocolo (1909)
- Maria Rosa di Santa Flavia (1910)
- Fuga del gatto (1910)
- Bufera d'anime (1911)
- La figlia del Vesuvio (1912)
- I nomadi (1912)
- Guerra italo-turca tra scugnizzi napoletani (1912)
- L'eroismo di un aviatore a Tripoli (1912)
- Carmela la pazza (1912)
- Povera Tisa, povera madre (1913)
- Errore giudiziario (1913)
- Tricolore (1913)
- Ritorna all'onda (1914)
- A Marechiare 'nce sta 'na fenesta (1914)
- Addio mia bella addio... l'armata se ne va... (1915)
- Figlio del reggimento (1915)
- Sempre avanti, Savoia (1915)
- Carmela, la sartina di Montesanto (1916)
- Ciccio, il pizzaiuolo del Carmine (1916)
- Gloria ai caduti (1916)
- Barcaiuolo d'Amalfi (1917)
- La maschera del vizio (1917)
- Mandolinata a mare (1917)
- Il nano rosso (1917, dall'omonimo romanzo di Carolina Invernizio)
- Gnesella (1918)
- Pusilleco addiruso (1918)
- Medea di Porta Medina (1918, dall'omonimo romanzo di Francesco Mastriani)
- Chiarina la modista (1919)
- Gabriele il lampionaio (1919)
- 'A Legge (1920)
- A Piedigrotta (1920)
- 'A mala nova (1920)
- Gennariello il poliziotto (1920)
- Luciella (1921)
- Il figlio del galeotto (1921)
- 'A Santanotte (1922)
- È piccerella (1922)
- Cielo celeste (1922)
- Cielo 'e Napule (1922)
- Il miracolo della Madonna di Pompei (1922)
- Pupatella (1923)
- Reginella (1923)
- Cor' e frate (1923)
- 'O cuppè d' 'a morte (1923)
- Sotto San Francisco (1923)
- 'Nfama! (1924)
- Così piange Pierrot (1924)
- Mettite ll'avvocato (1924)
- Trionfo cristiano (1925)
- Fenesta ca lucive (1926)
- La leggenda di Napoli (1928)
- Napoli terra d'amore (1928)
- Napoli sirena della canzone (1929)